# Bremsstrahlung

Erzeugung von Röntgenbremsstrahlung durch Abbremsung eines schnellen Elektrons im Coulombfeld eines Atomkerns (schematische Darstellung)

Bremsstrahlung ist die elektromagnetische Strahlung, die durch die Beschleunigung eines elektrisch geladenen Teilchens, z. B. eines Elektrons, entsteht. Von Bremsstrahlung im engeren Sinne spricht man, wenn Teilchen in Materie gebremst werden; die klassische Bedeutung ist die Erzeugung von Röntgenstrahlung durch auf Metall treffende Elektronen in der Röntgenröhre.
Entgegen der Namensgebung tritt Bremsstrahlung nicht nur dann auf, wenn sich der Betrag der Geschwindigkeit der geladenen Partikel verringert, sondern auch, wenn er sich vergrößert oder sich deren Bewegungsrichtung ändert.
Mit der Quantenelektrodynamik lässt sich die Erzeugung von Bremsstrahlung dadurch erklären, dass jede Wechselwirkung von geladenen Teilchen mit der Emission oder Absorption von Photonen, den Quanten der elektromagnetischen Strahlung, verbunden ist.

## Auftreten bzw. Anwendung
Der Effekt der Bremsstrahlung wird in Röntgenröhren zur Erzeugung von Röntgenstrahlung verwendet. Dabei treffen Elektronen mit einer kinetischen Energie ab 30 keV auf eine Metallplatte, die häufig aus Wolfram besteht. Ein kleiner Teil der beim Abbremsen frei werdenden Energie wird in Röntgenstrahlung mit einem kontinuierlichen Spektrum (Röntgenkontinuum) umgewandelt.
Bei Teilchenbeschleunigern (vor allem bei Synchrotronen) und bei Speicherringen entsteht bei der Ablenkung geladener Teilchen durch ein Magnetfeld Strahlung nach dem gleichen Prinzip, die hier jedoch Synchrotronstrahlung genannt wird.
Bremsstrahlung kann außerdem die Entwicklung und Gestalt elektrischer Entladungen beeinflussen sowie hochenergetische terrestrische Gammablitze und Positronen erzeugen.

## Physik der Bremsstrahlung
Das elektromagnetische Feld bewegter Ladungen wird durch die Liénard-Wiechert-Potentiale beschrieben. Danach sind das elektrische Feld {\displaystyle {\vec {E}}} und das magnetische Feld {\displaystyle {\vec {B}}} durch
{\displaystyle {\begin{aligned}{\vec {E}}({\vec {x}},t)&={\frac {q}{4\pi \varepsilon _{0}}}\left[{\frac {{\vec {n}}-{\vec {\beta }}}{\gamma ^{2}(1-{\vec {\beta }}\cdot {\vec {n}})^{3}R^{2}}}\right]_{\text{ret}}+{\frac {q}{4\pi \varepsilon _{0}c}}\left[{\frac {{\vec {n}}\times [({\vec {n}}-{\vec {\beta }})\times {\dot {\vec {\beta }}}]}{(1-{\vec {\beta }}\cdot {\vec {n}})^{3}R}}\right]_{\text{ret}}\\{\vec {B}}({\vec {x}},t)&={\frac {1}{c}}\left[{\vec {n}}\times {\vec {E}}\right]_{\text{ret}}\end{aligned}}}
gegeben. Es bezeichnen
- {\displaystyle {\vec {n}}} den Einheitsvektor zwischen Beobachtungspunkt und Ort des Teilchens,
- {\displaystyle R} den Abstand zwischen Beobachtungspunkt und Ort des Teilchens
- {\displaystyle q} die elektrische Ladung des Teilchens,
- {\displaystyle {\vec {\beta }}} die Geschwindigkeit in Einheiten der Lichtgeschwindigkeit,
- {\displaystyle \gamma } den Lorentzfaktor {\displaystyle \gamma =(1-\beta ^{2})^{-1/2}},
- {\displaystyle c} die Lichtgeschwindigkeit,
- {\displaystyle \varepsilon _{0}} die Elektrische Feldkonstante und
- das Subskript {\displaystyle {\text{ret}}}, dass die Argumente zur retardierten Zeit {\displaystyle t'=t-R/c} auszuwerten sind.

In dieser Form sind die elektrischen und magnetischen Felder in ein Geschwindigkeitsfeld, das nur von der momentanen Geschwindigkeit abhängt, und ein Beschleunigungsfeld unterteilt. Das Beschleunigungfeld hat dabei ein Abhängigkeit proportional zu {\displaystyle 1/R}, sodass seine Leistungsdichte im Unendlichen nicht verschwindet. Es ist daher ein Strahlungsfeld.
Die Komponente des Poynting-Vektors {\displaystyle {\vec {S}}} dieses Strahlungsfeldes in Beobachtungsrichtung, was der Leistungsdichte entspricht, ist
{\displaystyle \left[{\vec {n}}\cdot {\vec {S}}\right]_{\text{ret}}={\frac {q^{2}}{16\pi ^{2}\varepsilon _{0}c}}\left[{\frac {1}{R^{2}}}\left|{\frac {{\vec {n}}\times [({\vec {n}}-{\vec {\beta }})\times {\dot {\vec {\beta }}}]}{(1-{\vec {\beta }}\cdot {\vec {n}})^{3}}}\right|^{2}\right]_{\text{ret}}}
entsprechend der abgestrahlten Leistung zur retardierten Zeit {\displaystyle t'} pro Raumwinkelemenent {\displaystyle \mathrm {d} \Omega }
{\displaystyle {\frac {\mathrm {d} P(t')}{\mathrm {d} \Omega }}={\frac {q^{2}}{16\pi ^{2}\varepsilon _{0}c}}{\frac {\left|{\vec {n}}\times [({\vec {n}}-{\vec {\beta }})\times {\dot {\vec {\beta }}}]\right|^{2}}{(1-{\vec {n}}\cdot {\vec {\beta }})^{5}}}}.
Dies ist die relativistische Verallgemeinerung der Larmor-Formel für den Energieverlust beschleunigter Ladungen.
Das Frequenzspektrum der Bremsstrahlung ergibt sich nach einer Fourier-Transformation der abgestrahlten Gesamtenergie zu
{\displaystyle {\frac {\mathrm {d} ^{2}I}{\mathrm {d} \omega \,\mathrm {d} \Omega }}={\frac {q^{2}}{16\pi ^{3}\varepsilon _{0}c}}\left|\int _{-\infty }^{\infty }\mathrm {d} t\,{\frac {{\vec {n}}\times [({\vec {n}}-{\vec {\beta }})\times {\dot {\vec {\beta }}}]}{(1-{\vec {\beta }}\cdot {\vec {n}})^{2}}}e^{\mathrm {i} \omega (t-{\vec {n}}\cdot {\vec {x}}(t)/c)}\right|^{2}={\frac {q^{2}}{16\pi ^{3}\varepsilon _{0}c}}\omega ^{2}\left|\int _{-\infty }^{\infty }\mathrm {d} t\,{\vec {n}}\times ({\vec {n}}\times {\vec {\beta }})e^{\mathrm {i} \omega (t-{\vec {n}}\cdot {\vec {x}}(t)/c)}\right|^{2}}
mit
- der Intensität {\displaystyle I},
- der Winkelfrequenz {\displaystyle \omega } und
- der Bahnkurve des geladenen Teilchens {\displaystyle {\vec {x}}(t)}.

## Spektralverteilung der Bremsstrahlung einer Röntgenröhre

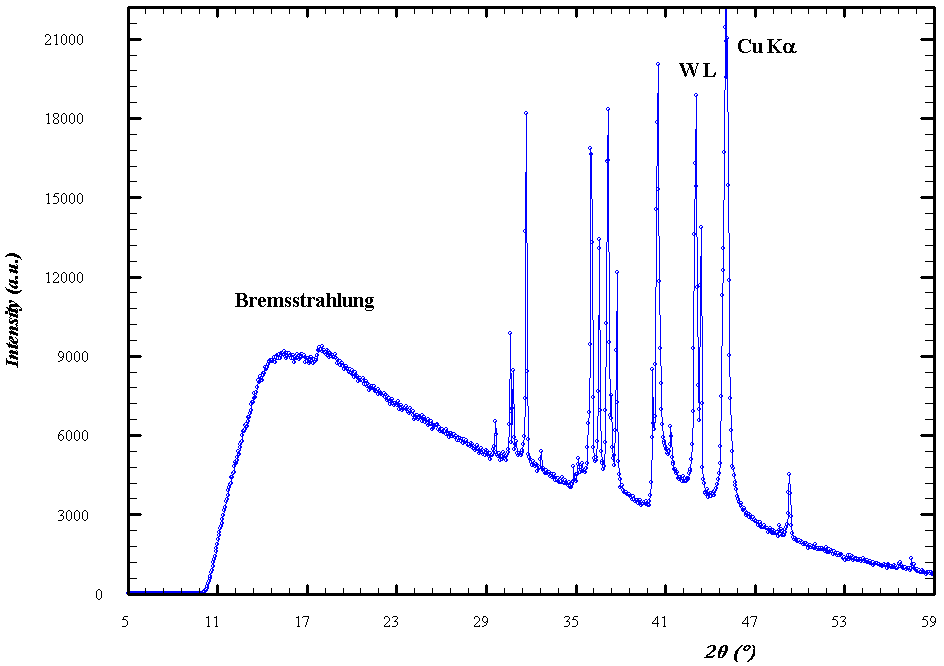
Spektrum von Röntgenstrahlung einer Kupferanode. Die horizontale Achse zeigt den Ablenkwinkel nach Bragg-Reflexion an einem LiF-Kristall

Zu kurzen Wellenlängen hin hat das Spektrum eine Grenzwellenlänge, die der kinetischen Energie der Elektronen entspricht. Diese kürzestmögliche Wellenlänge {\displaystyle \lambda _{\mathrm {min} }} (siehe Duane-Hunt-Gesetz) tritt auf, wenn die gesamte kinetische Energie des Elektrons in die Strahlungsenergie eines einzigen Photons umgewandelt wird:
{\displaystyle {\begin{alignedat}{2}&E_{\text{kinetisch}}&&=E_{\text{Photon}}\\\Leftrightarrow \quad &e\cdot U&&=h\cdot f\end{alignedat}}}
mit
- der Elementarladung {\displaystyle e} des Elektrons
- der Beschleunigungs- bzw. Anodenspannung {\displaystyle U} der Röntgenröhre
- der Planck-Konstante {\displaystyle h}
- der Frequenz {\displaystyle f}.

Mit
{\displaystyle f={\frac {c}{\lambda }}} (c für die Lichtgeschwindigkeit)
folgt
{\displaystyle \Rightarrow {\lambda _{\mathrm {min} }}={\frac {h\cdot c}{e\cdot U}}}
Die Grenzwellenlänge hängt also nur von der durchlaufenen Beschleunigungsspannung (Anodenspannung) ab, sie ist unabhängig vom Anodenmaterial. Die Form des Spektrums hingegen hängt ab von der Geschwindigkeitsverteilung der Elektronen und dem verwendeten Metall.
Durch Einsetzen der Naturkonstanten h, c und e ergibt sich die zugeschnittene Größengleichung:
{\displaystyle {\lambda _{\mathrm {min} }}={\frac {1{,}24\cdot 10^{-6}\,\mathrm {V} \cdot \mathrm {m} }{U}}}  
Bei einer Beschleunigungsspannung von U = 25 kV beträgt {\displaystyle \lambda _{\mathrm {min} }} demnach 0,05 nm. Diese Strahlung vermag bereits normales Glas und dünne Aluminiumplatten zu durchdringen. Daher müssen bei Farb-Bildröhren, die mit Beschleunigungsspannungen von 25 bis 27 kV arbeiten (Schwarzweiß-Bildröhre: ca. 18 kV), Maßnahmen zum Strahlenschutz getroffen werden. Man verwendet Bleiglas für den Kolben.
Die kontinuierliche Energieverteilung der Bremsstrahlung {\displaystyle {\tfrac {\mathrm {d} E}{\mathrm {d} f}}}, wenn Elektronen in ein Material eintreten, ist nach Kramers über die Frequenz linear. Nach Umrechnung in die Wellenlängendarstellung ergibt sich:
{\displaystyle {\frac {\mathrm {d} E}{\mathrm {d} \lambda }}=KIZ{h}{c}\left({\frac {\lambda }{\lambda _{\mathrm {min} }}}-1\right){\frac {1}{\lambda ^{3}}}}
mit
der dimensionslosen Kramersschen Konstanten {\displaystyle K},
dem Elektronenstrom {\displaystyle I} und
der Ordnungszahl der Atome des Materials {\displaystyle Z}.
Bezogen auf die spektrale Anzahldichte der Photonen {\displaystyle {\tfrac {\mathrm {d} n}{\mathrm {d} \lambda }}} ergibt sich
{\displaystyle {\frac {\mathrm {d} n}{\mathrm {d} \lambda }}=KIZ\left({\frac {\lambda }{\lambda _{\mathrm {min} }}}-1\right){\frac {1}{\lambda ^{2}}}.}
Bei realen Spektren von Röntgenemissionen wird die entstehende Bremsstrahlung durch verschiedene Effekte überlagert. Hinzu kommt insbesondere die charakteristische Strahlung (Peaks in der Abb.), die ein Emissionsspektrum der Atome des Materials darstellt, sowie dessen Absorptionsbanden, da die Bremsstrahlung unter der Materialoberfläche entsteht.

## Elektron-Elektron-Bremsstrahlung
Ein für kleine Ordnungszahlen {\displaystyle Z} wichtiger Prozess ist die Streuung freier Elektronen an den Schalenelektronen eines Atoms oder Moleküls. Da diese Elektron-Elektron-Bremsstrahlung eine Funktion von {\displaystyle Z}, die Elektron-Kern-Bremsstrahlung jedoch eine Funktion von {\displaystyle Z^{2}} ist, kann die Elektron-Elektron-Bremsstrahlung für Metalle vernachlässigt werden. Für Luft jedoch spielt sie eine wichtige Rolle bei der Erzeugung terrestrischer Gammablitze.